# 마카레나 아차가
마카레나 아차가(Macarena Achaga, 1992년 3월 5일 ~ )는 아르헨티나의 배우, 모델, 가수이다. 밴드 Eme 15의 이전 구성원이다.